# Dendrophylax
Dendrophylax é um gênero botânico pertencente à família das orquídeas, Orchidaceae, composto por catorze espécies de plantas sem folhas endêmicas da região do Caribe e Flórida.

## Etimologia
Seu nome vem do grego δένδρον (árvore) e φύλαξ (guarda).

## Publicação e sinônimos
Dendrophylax Rchb.f. in W.G.Walpers, Ann. Bot. Syst. 6: 903 (1864).
Espécie-tipo: 
Orchis varia J.F.Gmel., Syst. Nat.: 53 (1791). = Dendrophylax varius  (J.F.Gmel.) Urb. (1918).
Sinônimos heterotípicos:
- Polyrrhiza Pfitzer in H.G.A.Engler & K.A.E.Prantl (eds.), Nat. Pflanzenfam. 2(6): 216 (1889).
- Harrisella Fawc. & Rendle, J. Bot. 47: 265 (1909).
- Polyradicion Garay, J. Arnold Arbor. 50: 466 (1969).

## Distribuição
Seu centro de distribuição pode ser considerado a República Dominicana, onde ocorre o maior números de espécies. Existem em diversas ilhas do Caribe. Duas espécies também são encontradas no continente americano, na América Central e na Florida, em áreas próximas ao Oceano Atlântico. Vivem em locais de baixa altitude quentes, úmidos e abafados, tais como pântanos, mangues e restingas, apoiadas sobre a casca das árvores, normalmente próximas ao solo ou da água.

## Descrição
As espécies deste gênero são compostas apenas por um caule atrofiado, folhas efêmeras reduzidas a escamas e principalmente, pois é a única porção claramente visível das plantas, suas longas raízes achatadas ancoradas nas cascas das árvores hospedeiras. As raízes são de cor verde com marcas brancas conhecidas como pneumatodos, que funcionam como estômatos, e são responsáveis pelas trocas gasosas da planta, permitindo que suas raízes realizem fotossíntese, uma vez que os demais segmentos vegetativos não o fazem.
Algumas espécies, como Dendrophylax funalis, Dendrophylax fawcetti, e Dendrophylax lindenii produzem flores brancas ou creme, grandes e vistosas, cujo perfume lembra o de maçãs. Na maioria, suas espécies são polinizadas por mariposas cujas probóscides são capazes de alcançar o fundo dos longos nectários existentes atrás do labelo suas flores que por vezes achegam a vinte centímetros de comprimento. A espécie de mariposa Cocytius antaeus poliniza diversas espécies deste gênero.

## Filogenia
Os membros deste gênero são parentes distantes das orquídeas dos mais conhecidos Angraecum, originários da África e áreas ao redor do Índico. Aparentemente as sementes de algum ancestral comum, levadas pelo vento, cruzaram o Alântico. Evidências correntes derivadas de estudos moleculares indicam que este ancestral comum africano, pertencente à família Angraecinae, tinha folhas e flores pequenas; apresentava crescimento monopodial; e que a falta de folhas de alguns de seus descendentes desenvolveu-se em paralelo tanto na África como no Caribe, já que há diversos gêneros de plantas afilas na tribo Vandeae.
Estudos moleculares de 2006, mostram que as espécies de Dendrophylax estão relacionadas mais proximamente de Aerangis que de Angraecum, e que ambas as subtribos, Aerangidinae e Angraecinae são polifiléticas e indivisíveis, com gêneros e espécies bastante misturados entre as duas, de modo que deveriam ser unificadas com o nome de Angraecinae. O mesmo estudo comprova a unificação dos gêneros Polyradicion e Harrisella com Dendrophylax.

## Espécies
- Dendrophylax alcoa Dod, Moscosoa 2: 5 (1983).
- Dendrophylax barrettiae Fawc. & Rendle, J. Bot. 47: 266 (1909).
- Dendrophylax constanzensis (Garay) Nir, Orchid. Antill.: 83 (2000).
- Dendrophylax fawcetti Rolfe, Gard. Chron. 1888(2): 533 (1888).
- Dendrophylax filiformis (Sw.) Benth. ex Fawc., Prov. List Pl. Jamaica: 40 (1898).
- Dendrophylax funalis (Sw.) Benth. ex Rolfe, Gard. Chron., III, 4: 533 (1888).
- Dendrophylax gracilis  (Cogn.) Garay, J. Arnold Arbor. 50: 467 (1969).
- Dendrophylax helorrhiza Dod, Moscosoa 2: 7 (1983).
- Dendrophylax lindenii (Lindl.) Benth. ex Rolfe, Gard. Chron., III, 4: 533 (1888).
- Dendrophylax macrocarpus  (Dod) Carlsward & Whitten, Int. J. Pl. Sci. 164: 51 (2003).
- Dendrophylax porrectus (Rchb.f.) Carlsward & Whitten, Int. J. Pl. Sci. 164: 51 (2003).
- Dendrophylax sallei (Rchb.f.) Benth. ex Rolfe, Gard. Chron., III, 4: 533 (1888).
- Dendrophylax serpentilingua (Dod) Nir, Orchid. Antill.: 86 (2000).
- Dendrophylax varius  (J.F.Gmel.) Urb., Repert. Spec. Nov. Regni Veg. 15: 306 (1918).